# Pianorock
Pianorock is rockmuziek met de piano als het belangrijkste instrument.
Er zijn veel bands die sinds de jaren 60 deze muziekgenre gebruiken.